# Шарчевич, Младен
Младен Шарчевич (серб. Младен Шарчевић; род. 22 ноября 1957, Белград, СФРЮ) — сербский политик и государственный деятель, министр образования, науки и технологического развития во Втором кабинете министров Александра Вучича.

## Биография
Младен Шарчевич родился 22 ноября 1957 года в Белграде. Окончил Природно-математический факультет Белградского университета, по специальности «география». Позднее повышал квалификацию в Центре мультидисциплинарных исследований Белградского университета по специальности «защита окружающей среды». Работал директором школы, стал инициатором создания ряда частных школ в стране. Также занимался внедрением европейских стандартов в систему школьного образования в Сербии.
11 августа 2016 года стал министром образования, науки и технологического развития в Правительстве Сербии.
Оставался министром в правительстве Сербии до 28 октября 2020 года. Вскоре после этого он был назначен специальным советником по образованию президента Сербии Александра Вучича. В январе 2023 года назначен исполняющим обязанности директора «Официального вестника».
Женат, отец двоих детей.